# Ehab Tawfik
Ehab Tawfik (إيهاب توفيق) est un chanteur égyptien né le 7 janvier 1966.